# 오아자
오아자(일본어: 大字)는 시정촌의 하위에 존재하는 일본의 행정 구역의 일종이다. 도심부에 주로 설치되는 조초(町丁)와 달리 주로 농촌부에 존재하나 반드시 그러한 것은 아니다. 규모상 대략 한국의 리에 상당하나 그 유래는 다르다.
오아자의 유래는 대부분 1889년 지방제도를 개편하며 시제와 정촌제를 도입하고 대규모로 시정촌을 통폐합할 때, 기존에 있던 촌(村)과 정(町)의 구역과 이름을 그대로 남겨둔 것이다.
한편 개편 이전부터 촌보다 아래에 존재하던 원래의 '자'(字)는 오늘날 오아자보다 더 하위에 놓여 있는 고아자(일본어: 小字)라는 작은 구획으로 이어지고 있다.
주소를 쓸 때에는 흔히 大字○○와 같이 오아자의 명칭 앞에 "오아자"라는 글을 붙여 쓴다.

## 같이 보기
- 조초
- 고아자